# Farhad Darya

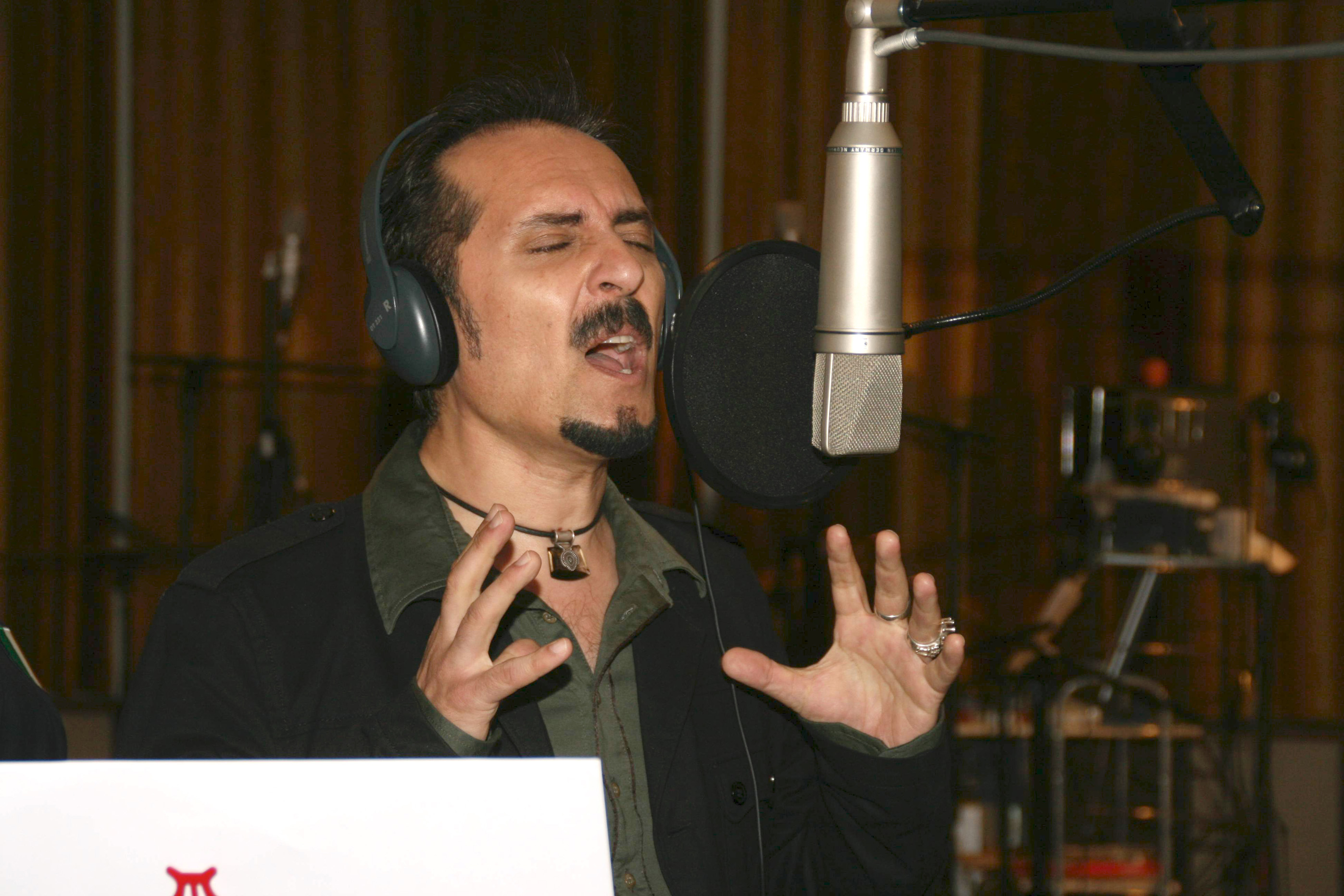
Farhad Darya bei Aufnahmen in einem Musikstudio in Unterföhring mit Produzent Goar B. (2008)

Farhad Darya (persisch فرهاد دریا), eigentlich Farhad Dasher (* 22. September 1962 in Gozargah, Kabul) ist ein afghanischer Sänger, Komponist und Lyriker. Darya ist in Zentralasien, im Iran, in Pakistan, Indien, ferner in Deutschland, Dänemark, Italien, Australien, Kanada, den USA und Großbritannien bekannt. Darya singt auf Persisch (Dari), Paschtu und Usbekisch.

## Biografie
Daryas Eltern waren Paschtunen. Er ging auf die Scher-Chan-Schule in Kundus, die nach seinem Großvater Sher Khan benannt ist, als er seiner ersten Band Nayestan (wörtlich bedeutet Nay Rohr und estan bzw. istan Land; hier in Anspielung der Musikinstrumente wie z. B. Flöte, Shahnai, Panflöte sowie Nai (Instrument) oder Nay) beitrat. Später besuchte er das Habibia Gymnasium in Kabul und studierte anschließend an der Universität Kabul Literatur. Ab 1989 lebte er im Exil in Prag, Hamburg und Paris, wo er seine zukünftige Ehefrau Sultana Emam kennenlernte. Sie heirateten 1993 und zogen 1995 nach Virginia. Im Jahre 1996 wurde Daryas Sohn Hejran geboren. 2003 ging er zurück nach Afghanistan. Darya lebt mit seiner Familie in Kabul und reist regelmäßig nach Europa und in die USA. Er gilt wegen seines sozialen und künstlerischen Engagements als einer der bekanntesten und einflussreichsten Sänger des Landes.

## Karriere
Darya trat zum ersten Mal 1980 im afghanischen Fernsehen auf. Nach kurzer Zeit wechselte er von der klassischen afghanischen Musik zur afghanischen Popmusik. Schon in seinem ersten professionellen Album, mit Ustad Mahwasch, sang und komponierte er alle seine Lieder selbst. Mit seinen ersten Solo-Singles Alam Ganj, Laila Lakhta Da, "Aaya Attan" und Laila Nawroz as wurde der 19-jährige Darya in ganz Afghanistan bekannt.
Während seines Literaturstudiums bildete er die Gorohe Baran (Regen Band) mit vier Teilnehmern. Diese Band entwickelte ein neues Musik-Genre in der afghanischen Musik, den Folk-Pop. Die Band wurde nach ihrem ersten Album zur erfolgreichsten und populärsten Band in Afghanistan. Baran veröffentlichte zwei weitere Alben – die Band wurde jedoch 1985 aus nicht offengelegten Gründen aufgelöst.
Darya begann nun seine Solokarriere, er veröffentlichte bis heute 22 Alben. Die meisten seiner Lieder wurden in Afghanistan zensiert, da sie auch politische Inhalte beinhalteten.

## Soziales Engagement
Darya engagierte sich durch Benefizkonzerte und andere Projekte für die Opfer des afghanischen Bürgerkrieges. Darya war der erste afghanische Sänger, der nach Afghanistan für ein Konzert zurückkehrte. Er schreibt und komponiert ebenfalls für viele weitere afghanische Sänger. Außerdem beteiligte er sich 2006 an dem Projekt „Begegnungen – Eine Allianz für Kinder“ von Peter Maffay.
Darya wirkt seit 2008 im Entwicklungsprogramm der Vereinten Nationen als Goodwill Global Ambassador für Afghanistan. Im selben Jahr produzierte er mit Goar B das Album Yahoo, um den Friedensprozess in Afghanistan zu fördern.
Darya wirbt mit seinen Lieder für Frieden in Afghanistan. Unter dem Motto Zendagi zebast bereiste er die Seidenstraße innerhalb des heutigen Afghanistan.

## Sonstiges
Darya hat das Gedicht von Hafis aus dem 14. Jahrhundert n. Christus mit dem Titel Pflanze den Baum der Freundschaft gesungen. Das Gedicht übersetzte Joseph von Hammer-Purgstall.

## Diskografie

### Veröffentlichte Alben in Afghanistan
- Yaare Bewafaa (یار بی وفا)
- Rahe Rafta (راه رفته)
- Afghan Folk Music (محلي)
- Zaro Jane (زارو جانه)
- Baran (باران)
- Ghazal (غزل)
- Bolbole Awara (بلبل آواره)
- Mazdeegar (مازديگر)
- Bazme Ghazal (غزل بزمي)
- Mehrbaani (مهربان)

### Veröffentlichte Alben im Exil
- Begum Jan (بگم جان)
- Teri Soorat (तेरी सूरत تیرِی صورت)
- Ateschparcha (آتش پرچه)
- Afghanistan (افغانستان)
- Shakar (شكر)
- In Foreign Land (در سرزمين بيگانه)
- Qabila-e-Ashiq (قبلة عاشق)
- Golom Golom (گلم گلم)
- Salaam Afghanistan (سلام افغانستان)
- HA!
- Yahoo

### Live-Alben
- Live In San Francisco (كنسرت سانفرآنسييسكو)
- Live In Europe (كنسرت اروپا)

### EPs
- 2021: Nawroz 1400

### Singles (Auswahl)
- 1995: Golom Golom
- 1999: Donia Gozaraan
- 1999: Khosham Meaaiad
- 2006: Salaamalek (mit Peter Maffay)

## Auszeichnungen
- Afghanistan: Singer of the Year (1990)
- USA: Best Performer of the Year (1995)
- USA: Star of the Contemporary Music of Afghanistan (1996)
- UK: Favorite Singer (1998)
- Kanada: Best Singer (1999)
- Dänemark: Best Singer of Afghanistan (2001)
- Kanada: Leading Singer of Afghanistan (2002)
- Afghanistan: Human Rights Award (2006)
- Afghanistan: Best Afghan Singer of the Year (2009)